# Podział administracyjny Kościoła katolickiego w Angoli
Podział administracyjny Kościoła katolickiego w Angoli – w ramach Kościoła katolickiego w Angoli funkcjonuje obecnie pięć metropolie, w których skład wchodzi pięć archidiecezje i czternaście diecezji.
Jednostki administracyjne Kościoła katolickiego obrządku łacińskiego w Angoli:

## Metropolia Huambo
- Archidiecezja Huambo
  - Diecezja Benguela
  - Diecezja Kwito-Bié

## Metropolia Luanda
- Archidiecezja Luanda
  - Diecezja Kabinda
  - Diecezja Caxito
  - Diecezja M’banza-Kongo
  - Diecezja Sumbe
  - Diecezja Viana

## Metropolia Lubango
- Archidiecezja Lubango
  - Diecezja Menongue
  - Diecezja Ondjiva
  - Diecezja Namibe

## Metropolia Malanje
- Archidiecezja Malanje
  - Diecezja Ndalatando
  - Diecezja Uije

## Metropolia Saurimo
- Archidiecezja Saurimo
  - Diecezja Dundo
  - Diecezja Lwena